# Polnische Eishockeyliga 1929/30
Die Saison 1929/30 war die vierte Austragung der polnischen Eishockeymeisterschaft. Meister wurde zum insgesamt vierten Mal in der Vereinsgeschichte AZS Warszawa.

## Modus
In der Hauptrunde wurden die acht Teilnehmer in zwei Gruppen aufgeteilt und jede Mannschaft bestritt insgesamt drei Spiele. Die beiden Erstplatzierten jeder Gruppe qualifizierten sich für die Finalrunde, für die der Vorjahresmeister AZS Warschau direkt qualifiziert war. Der Erstplatzierte der Finalrunde wurde Meister. Die Zweitplatzierten jeder Hauptrunden-Gruppe trafen im Spiel um Platz 4 aufeinander. Für einen Sieg erhielt jede Mannschaft zwei Punkte, bei einem Unentschieden gab es einen Punkt und bei einer Niederlage null Punkte.

## Hauptrunde

### Gruppe A
| Pl. | Klub           | Sp | S | U | N | Tore | Punkte |
| --- | -------------- | -- | - | - | - | ---- | ------ |
| 1.  | Legia Warszawa | 3  | 3 | 0 | 0 | 13:4 | 6      |
| 2.  | Czarni Lwów    | 3  | 2 | 0 | 1 | 9:4  | 4      |
| 3.  | TKS Toruń      | 3  | 1 | 0 | 2 | 6:6  | 2      |
| 4.  | KS Cracovia    | 3  | 0 | 0 | 3 | 1:15 | 0      |

Sp = Spiele, S = Siege, U = unentschieden, N = Niederlagen, OTS = Overtime-Siege, OTN = Overtime-Niederlage, SOS = Penalty-Siege, SON = Penalty-Niederlage

### Gruppe B
| Pl. | Klub             | Sp | S | U | N | Tore | Punkte |
| --- | ---------------- | -- | - | - | - | ---- | ------ |
| 1.  | Pogoń Lwów       | 3  | 3 | 0 | 0 | 7:1  | 6      |
| 2.  | AZS Vilnius      | 3  | 2 | 0 | 1 | 3:4  | 4      |
| 3.  | Warta Posen      | 3  | 0 | 1 | 2 | 3: 5 | 1      |
| 4.  | Polonia Warszawa | 3  | 0 | 1 | 2 | 3:6  | 1      |

Sp = Spiele, S = Siege, U = unentschieden, N = Niederlagen, OTS = Overtime-Siege, OTN = Overtime-Niederlage, SOS = Penalty-Siege, SON = Penalty-Niederlage

## Finalrunde
| Pl. | Klub           | Sp | S | U | N | Tore | Punkte |
| --- | -------------- | -- | - | - | - | ---- | ------ |
| 1.  | AZS Warszawa   | 2  | 1 | 1 | 0 | 2:1  | 3      |
| 2.  | Pogoń Lwów     | 2  | 0 | 2 | 0 | 0:0  | 2      |
| 3.  | Legia Warszawa | 2  | 0 | 1 | 1 | 1:2  | 1      |

Sp = Spiele, S = Siege, U = unentschieden, N = Niederlagen, OTS = Overtime-Siege, OTN = Overtime-Niederlage, SOS = Penalty-Siege, SON = Penalty-Niederlage

## Spiel um Platz 4
- Czarni Lwów – AZS Vilnius 1:0